# Бараново (Ярославская область)
Бараново — упразднённая в 1998 году  деревня в Борисоглебском районе Ярославской области России.
На год упразднения входила в Давыдовский сельсовет. После территория урочища стала относится в рамках административно-территориального устройства  к  Высоковскому сельскому поселению Борисоглебского района.

## География
Деревня находилась в южной части области, в зоне хвойно-широколиственных лесов, в пределах Борисоглебской возвышенности, на берегу ручья Кутьма, на расстоянии примерно 27 километров (по прямой) к северо-западу от рабочего посёлка Борисоглебский, административного центра района.

### Климат
Климат характеризуется как умеренно континентальный, с тёплым летом и продолжительной холодной зимой. Среднегодовая температура воздуха +2,9…+3,5 °C. Средняя температура воздуха самого холодного месяца (января) — −10,8 °C (абсолютный минимум — −47 °C), средняя температура самого тёплого (июля) — +18 °С (абсолютный максимум — +35 °C). Безморозный период длится около 149 дней. Вегетационный период длится около 135 дней. Годовое количество атмосферных осадков составляет 530—590 мм, из которых большая часть выпадает в тёплый период.

## История
Официально упразднена Постановление Государственной Думы ЯО от 20 октября 1998 года N 103 «Об исключении из учётных данных населенных пунктов Борисоглебского района Ярославской области»

## Инфраструктура
Было развито личное подсобное хозяйство.